# Nam vương Quốc tế 2009
Nam vương Quốc tế 2009 là cuộc thi Nam vương Quốc tế lần thứ tư được tổ chức vào ngày 19 tháng 12 năm 2009 tại Khách sạn Plaza International, Đài Trung, Đài Loan. Bruno Kettels đến từ Bolivia đăng quang ngôi vị Nam vương Quốc tế thứ tư.

## Kết quả
| Thứ hạng                  | Thứ hạng | Thứ hạng | Thứ hạng |
| Hạng                      | Thí sinh |          |          |
| ------------------------- | --- | -------- | -------- |
| Mister International 2009 | - Bolivia — Juan Bruno Kettels Torrico |          |          |
| Á vương 1                 | - Tây Ban Nha — Hector Soria |          |          |
| Á vương 2                 | - Liban — Marcelino Gebrayel |          |          |
| Á vương 3                 | - Pháp — Maxime Thomasset |          |          |
| Á vương 4                 | - Ba Lan — Sebastian Strzepka |          |          |
| Top 10                    | - Bỉ — Thomas Ladangh - Đài Loan — Terry Shih - Singapore — Nelson Lee - Slovenia — Peter Klinc - Venezuela — Luis Nuzzo                         |          |          |
| Top 15                    | - Hoa Kỳ — Josh Tolin - Indonesia — Holly Feriston - Ireland — Francis Xavier Usanga - Puerto Rico — Henri Quiles - Việt Nam — Lê Xuân Vĩnh Thụy |          |          |
| Giải thưởng đặc biệt      | |          |          |
| Giải thưởng               | Thí sinh |          |          |
| Mister Photogenic         | - Việt Nam — Lê Xuân Vĩnh Thụy |          |          |
| Mister Congeniality       | - Venezuela — Luis Nuzzo |          |          |
| Mister Spirit             | - Angola — Jelson Quintas |          |          |
| Best National Costume     | - Đài Loan — Terry Shi |          |          |

## Các thí sinh
29 thí sinh dự thi.
| Quốc gia/vùng lãnh thổ | Thí sinh                   | Tuổi | Chiều cao               | Quê quán              |
| ---------------------- | -------------------------- | ---- | ----------------------- | --------------------- |
| Ai Cập                 | Karim Jamal El Din         | 23   | 1,88 m (6 ft 2 in)      | Cairo                 |
| Angola                 | Jelson Quintas             | 19   | 1,88 m (6 ft 2 in)      | Luanda                |
| Ấn Độ                  | Imran Khan                 | 24   | 1,78 m (5 ft 10 in)     | Delhi                 |
| Ba Lan                 | Sebastian Strzepka         | 23   | 1,88 m (6 ft 2 in)      |                       |
| Bỉ                     | Thomas Ladangh             | 21   | 1,86 m (6 ft 1 in)      | Diest                 |
| Bolivia                | Juan Bruno Kettels Torrico | 20   | 1,84 m (6 ft 1⁄2 in)    | Santa Cruz            |
| Colombia               | Juan Felipe Cardona        | 30   | 1,84 m (6 ft 1⁄2 in)    | Medellín              |
| Costa Rica             | Alonso Fernández Alvarez   | 28   | 1,80 m (5 ft 11 in)     | San José              |
| Đài Loan               | Terry Shih                 | 25   | 1,84 m (6 ft 1⁄2 in)    | Đài Bắc               |
| Đại Anh                | William Moore              | 29   | 1,82 m (5 ft 11+1⁄2 in) | Luân Đôn              |
| Hàn Quốc               | Baek Joo Suk               | 24   | 1,85 m (6 ft 1 in)      | Seoul                 |
| Hoa Kỳ                 | Josh Tolin                 | 23   | 1,76 m (5 ft 9+1⁄2 in)  | Philadelphia          |
| Hy Lạp                 | Nikos Douramanis           | 22   | 1,87 m (6 ft 1+1⁄2 in)  | Patras                |
| Indonesia              | Holly Feriston             | 22   | 1,82 m (5 ft 11+1⁄2 in) | Malang                |
| Ireland                | Francis Xavier Usanga      | 23   | 1,79 m (5 ft 10+1⁄2 in) | Dublin                |
| Liban                  | Marcelino Gebrayel         | 23   | 1,85 m (6 ft 1 in)      | Beirut                |
| Malta                  | Josef Lia                  | 24   | 1,73 m (5 ft 8 in)      | Qormi                 |
| New Zealand            | Nicholas Tang              | 23   | 1,77 m (5 ft 9+1⁄2 in)  | Auckland              |
| Pakistan               | Asad Shah                  | 23   | 1,79 m (5 ft 10+1⁄2 in) | Karachi               |
| Pháp                   | Maxime Thomasset           | 19   | 1,90 m (6 ft 3 in)      | Paris                 |
| Philippines            | Michael Manansala          | 23   | 1,89 m (6 ft 2+1⁄2 in)  | Pampanga              |
| Puerto Rico            | Heri Quiles Sáez           | 21   | 1,73 m (5 ft 8 in)      | Barranquitas          |
| Singapore              | Nelson Lee                 | 22   | 1,82 m (5 ft 11+1⁄2 in) | Singapore             |
| Slovenia               | Peter Klinc                | 26   | 1,85 m (6 ft 1 in)      | Novo Mesto            |
| Tây Ban Nha            | Héctor Soria               | 22   | 1,83 m (6 ft 0 in)      | Pamplona              |
| Thái Lan               | Chanon Saetang             | 20   | 1,81 m (5 ft 11+1⁄2 in) | Băng Cốc              |
| Trung Quốc             | Mike Bai                   | 26   | 1,87 m (6 ft 1+1⁄2 in)  | Thâm Quyến            |
| Venezuela              | Luis Nuzzo                 | 30   | 1,81 m (5 ft 11+1⁄2 in) | Caracas               |
| Việt Nam               | Lê Xuân Vĩnh Thụy          | 21   | 1,85 m (6 ft 1 in)      | Thành phố Hồ Chí Minh |